# Olivetti M24 XD P233X
L'Olivetti M24 XD P233X è stato un personal computer prodotto dall'Olivetti durante il 1997.

## Hardware
Il computer ha un processore Intel Pentium MMX con frequenza di clock di 233MHz e 32 megabyte di EDO DRAM. La scheda video è una S3 Trio 64V2 con 1 megabyte di memoria EDO, abbastanza per una risoluzione di 1024x768 pixel con una profondità di colore di 8bit. O una risoluzione di 640x480 pixel con una profondità di 24bit. La scheda madre è una Trigem Eagle+ con 512KB di cache saldata.

## Periferiche
Il computer è dotato di un disco rigido da 4gb. Monta un floppy disk drive per floppy disk da 3,5" e un lettore CD con velocità di trasferimento dati massima di 3,6 megabyte al secondo (24x). È dotato di mouse e tastiera con connettore PS/2. Insieme al computer vi era uno schermo a tubo catodico da collegare allo stesso tramite il cavo VGA incluso. Il computer è munito di due porte USB, una porta VGA, due porte PS/2 e una porta parallela.

## Software
Il computer era distribuito con Windows 95 oppure Windows NT; è possibile aggiornare a Windows 98.